# (2991) Bilbo
(2991) Bilbo és un asteroide pertanyent al cinturó d'asteroides descobert per Martin Watt el 21 d'abril de 1982 des de l'Estació Anderson Mesa, a Flagstaff, Estats Units.

## Designació i nom
Bilbo va ser designat inicialment com 1982 HV. Posteriorment, el 1996, a proposta de Gareth V. Williams, va canviar el nom pel de Bilbo Saquet, personatge principal de la novel·la El Hòbbit de l'escriptor britànic J. R. R. Tolkien.

## Característiques orbitals
Bilbo orbita a una distància mitjana de 2,337 ua del Sol, podent allunyar-se'n fins a 2,854 ua i acostar-s'hi fins a 1,82 ua. Té una excentricitat de 0,2212 i una inclinació orbital de 5,151 graus. Triga 1.305 dies a completar una òrbita al voltant del Sol.

## Característiques físiques
La magnitud absoluta de Bilbo és 13,6 i el període de rotació de 4,064 hores.